# Spreenhagen
Spreenhagen es un municipio situado en el distrito de Oder-Spree, en el estado federado de Brandeburgo (Alemania). Tiene una población estimada, a mediados de 2021, de 3527 habitantes.
Forma parte de la mancomunidad de municipios (en alemán, amt) de Spreenhagen, que tiene su sede en el municipio.
El municipio tiene una superficie total de 135.86 km², de la cual el 71.2% son bosques, el 19.7% son zonas cultivables y el 2.2% es agua.